# Onthophagus hystrix
Onthophagus hystrix är en skalbaggsart som beskrevs av Antoine Boucomont 1914. Onthophagus hystrix ingår i släktet Onthophagus och familjen bladhorningar. Inga underarter finns listade i Catalogue of Life.